# Шарм (Алье)
Шарм (фр. Charmes) — коммуна во Франции, находится в регионе Овернь. Департамент коммуны — Алье. Входит в состав кантона Ганна. Округ коммуны — Виши.
Код INSEE коммуны — 03061.

## Население
Население коммуны на 2008 год составляло 340 человек.
| 1962 | 1968 | 1975 | 1982 | 1990 | 1999 | 2008 |
| ---- | ---- | ---- | ---- | ---- | ---- | ---- |
| 336  | 315  | 286  | 308  | 328  | 293  | 340  |

## Экономика
В 2007 году среди 219 человек в трудоспособном возрасте (15—64 лет) 163 были экономически активными, 56 — неактивными (показатель активности — 74,4 %, в 1999 году было 81,7 %). Из 163 активных работали 147 человек (89 мужчин и 58 женщин), безработных было 16 (5 мужчин и 11 женщин). Среди 56 неактивных 18 человек были учениками или студентами, 18 — пенсионерами, 20 были неактивными по другим причинам.

## Достопримечательности
- Аббатство Пон-Ратье, основано в XII веке
- Замок Мальмуш (XV век)
- Замок Монлюсан (XV век)